# Amorphophallus cruddasianus
Amorphophallus cruddasianus là một loài thực vật có hoa trong họ Ráy (Araceae). Loài này được Prain mô tả khoa học đầu tiên năm 1898.